# Hans Joachim Postel
Hans-Joachim Postel (* 19. Juni 1925; † 22. März 2013) war ein deutscher Verfassungsschutzmitarbeiter.
Er veröffentlichte 1969 den unter dem Namen Kölner Phonetik oder auch Kölner Verfahren bekannt gewordenen Algorithmus, der sehr ähnlich oder gleich klingenden deutschen Wörtern dieselbe Kennzahl zuordnet, um etwa in Datenbanken eine Suche nach Klang statt nach Buchstabenfolgen möglich zu machen.
Am 19. September 1980 wurde ihm das Bundesverdienstkreuz am Bande verliehen.
Postel  lebte in Meckenheim bei Bonn.
Beigesetzt wurde er im Familiengrab auf dem alten Friedhof in Rösrath.

## Veröffentlichungen
- Hans Joachim Postel: Die Kölner Phonetik. Ein Verfahren zur Identifizierung von Personennamen auf der Grundlage der Gestaltanalyse. in: IBM-Nachrichten, 19. Jahrgang, 1969, S. 925–931.
- Hans-Joachim Postel: So war es ... mein Leben im 20. Jahrhundert. Warlich, Meckenheim 1999, ISBN 3-930376-20-2.